# Monika Stocker (Künstlerin)
Monika Stocker (geboren 1950 in der Schweiz) ist eine Schweizer Keramikkünstlerin.

## Leben und Werk
Monika Stocker studierte in Bern und Genf Keramik. Dabei war sie unter anderem Schülerin bei Philippe Lambercy. Monika Stocker ist für ihre doppelwandigen Vasen bekannt, die durch ihre Glasuren das Volumen betonen. Sie experimentiert auch mit der Weiterbearbeitung gedrehter Formen. Dabei kreiert sie nicht nur Gebrauchsgegenstände, sondern forscht auch auf dem Gebiet der Keramik. Sie leitet an der Schule für Gestaltung Bern und Biel die Keramikdesign Fachklasse. Dies ist die einzige Ausbildungsstätte in der deutschsprachigen Schweiz, an der man in einer Vollzeitausbildung die Qualifikation zum Keramiker erhalten kann.